# Le Moustier
Le Moustier es un yacimiento arqueológico de época paleolítica situado en el municipio de Peyzac-le-Moustier en el departamento de la Dordoña, al suroeste de Francia. Fue declarado Patrimonio de la Humanidad por la Unesco en el año 1979, formando parte del lugar «Sitios prehistóricos y grutas decoradas del valle del Vézère» con el código 85-014.
Está compuesto por un abrigo rocoso dividido en dos partes: el abrigo superior, que es el que da nombre a la industria lítica musteriense, y el inferior, que se abre una quincena de metros más abajo en el mismo acantilado, en el nivel actual del valle del Vézère.

## Abrigo superior o abrigo clásico de Moustier
Las primeras investigaciones en este abrigo fueron realizadas por E. Lartet y H. Christy en 1860. Descubrieron una industria lítica a la que pronto se llamó Moustiérien y luego Moustérien (Musteriense) por G. de Mortillet. También emprendieron excavaciones M. Bourlon. O. Hauser y D. Peyrony. 
Los trabajos de este último, publicados en 1930, son los más precisos. El abrigo está hoy completamente vacío, pero su secuencia incluía Musteriense típico, Musteriense de tradición Achelense y Auriñaciense. 

## Abrigo inferior de Moustier

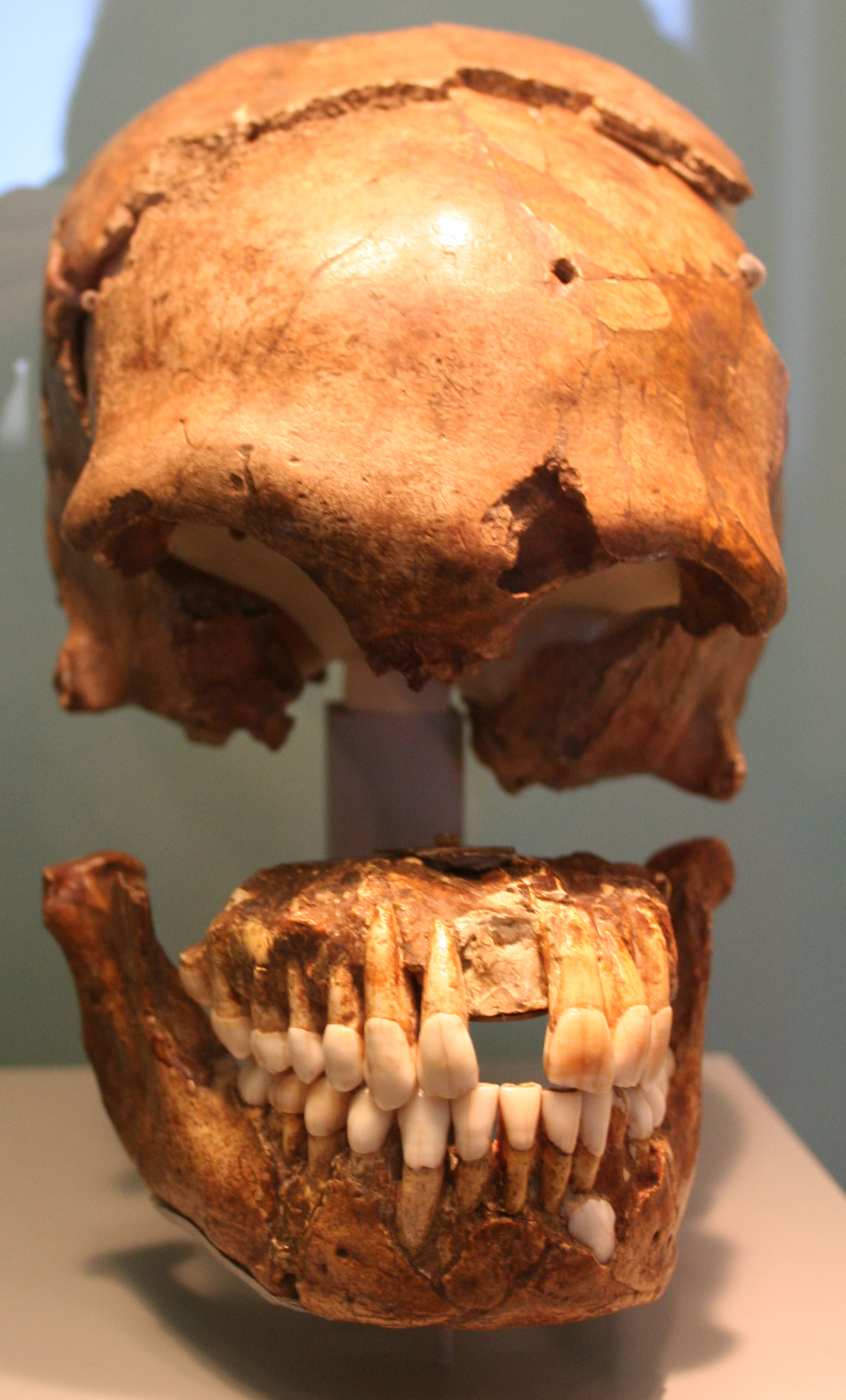
Cráneo conocido como Le Moustier 1.

Los primeros trabajos relacionados con el abrigo inferior fueron los de Otto Hauser en 1907. Sacaron a la luz, en el año 1909, un esqueleto de neandertal en condiciones deplorables: los restos humanos habían sido varias veces exhumados y luego enterrados ante diferentes científicos que creían cada vez ser los primeros testigos del descubrimiento. Luego se vendió al Museo de Historia Natural de Berlín. Destruido el esqueleto a finales de la Segunda Guerra Mundial, actualmente, solo se conserva el cráneo fosilizado apodado «Le Moustier». Tiene una antigüedad estimada de 45 mil años. Sus características son una cavidad nasal amplia y un arco supraorbital y moño occipital menos marcados que en otros ejemplos de neandertales, pero esto refleja que este individuo era de edad joven cuando falleció; de ahí que el arco superciliar no estuviera completamente formado.
D. Peyrony emprendió también trabajos a partir de 1910. Descubrió el esqueleto de un bebé neandertal en 1914, nombrado Le Moustier 2, que fue almacenado en el Museo de Eyzies y olvidado hasta su redescubrimiento en 1996 y su estudio por B. Maureille en 2002. Entonces se realizó una reconstrucción virtual por ordenador del cráneo, lo que permitió comparar las formas y volúmenes endocraneales al nacer de neandertales y humanos modernos. 

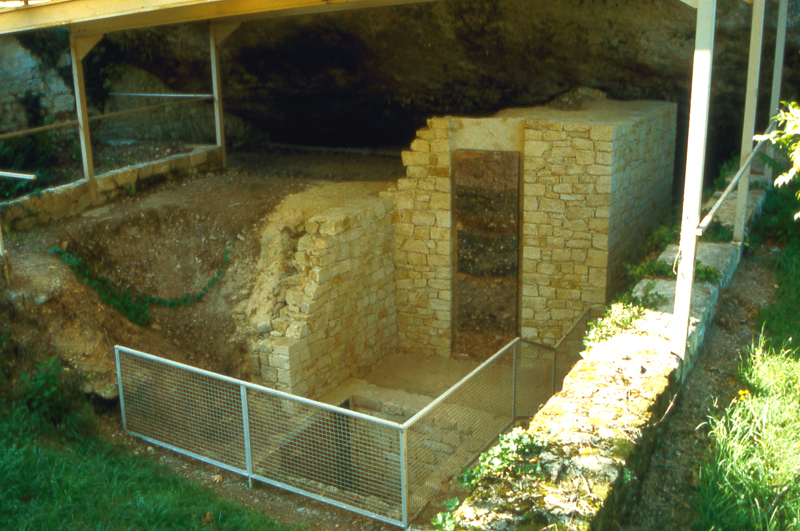
Abrigo inferior de Moustier.

La secuencia del abrigo inferior incluye Musteriense típico, Musteriense de tradición Achelense, Musteriense denticulado, Châtelperroniense y Auriñaciense. Las industrias musterienses de este yacimiento fueron utilizadas por F. Bordes y M. Bourgon para probar su método tipológico. 
En 1969, con motivo el congreso del INQUA, H. Laville y J.-Ph. Rigaud procedieron a una renovación del testigo estratigráfico (cuyo moldeado es aún visible in situ) y precisaron las observaciones estratigráficas de Peyrony. 
Numerosas fechas radiométricas fueron realizadas posteriormente sobre esta secuencia, por termoluminiscencia y por RPE. Abarcan entre 56 y 40.000 años antes del presente. 
El lugar fue adquirido por el estado francés en 1910 por iniciativa de D. Peyrony.